# Elgaria
Elgaria is een geslacht van hagedissen die behoren tot de hazelwormen (Anguidae).

## Naam en indeling
De wetenschappelijke naam van de groep werd voor het eerst voorgesteld door John Edward Gray in 1838. De verschillende soorten behoorden vroeger tot het geslacht van de alligatorhagedissen (Gerrhonotus). Er zijn zeven soorten, de meest recent beschreven soort is Elgaria velazquezi uit 2001.

## Verspreiding en habitat
Alle soorten komen voor in delen van Noord-Amerika en leven in de landen Canada, Mexico en de Verenigde Staten. De hagedissen zijn typische bodembewoners die leven onder stenen en in de strooisellaag van begroeide gebieden.
Door de internationale natuurbeschermingsorganisatie IUCN is aan alle soorten een beschermingsstatus toegewezen. Zes soorten worden beschouwd als 'veilig' (Least Concern of LC) en aan de soort Elgaria panamintina is de status 'kwetsbaar' toegewezen (Vulnerable of VU).

## Soorten
Het geslacht omvat de volgende soorten, met de auteur en het verspreidingsgebied.
| Naam                                                | Auteur                        | Verspreidingsgebied      | Verspreidingskaart |
| --------------------------------------------------- | ----------------------------- | ------------------------ | ------------------ |
| Elgaria cedrosensis                                 | Fitch, 1934                   | Mexico                   |                    |
| Noordelijke alligatorhagedis (Elgaria coerulea)     | Wiegmann, 1828                | Canada, Verenigde Staten |                    |
| Arizona-alligatorhagedis (Elgaria kingii)           | Gray, 1838                    | Mexico, Verenigde Staten |                    |
| Zuidelijke alligatorhagedis (Elgaria multicarinata) | Blainville, 1835              | Mexico, Verenigde Staten |                    |
| Elgaria panamintina                                 | Stebbins, 1958                | Verenigde Staten         |                    |
| Elgaria paucicarinata                               | Fitch, 1934                   | Mexico                   |                    |
| Elgaria velazquezi                                  | Grismer & Hollingsworth, 2001 | Mexico                   |                    |